# Ugorelets Point
Der Ugorelets Point (englisch; bulgarisch нос Угорелец nos Ugorelez) ist eine Landspitze an der Westküste von Low Island im Archipel der Südlichen Shetlandinseln. Sie bildet 8,9 km südsüdwestlich des Kap Wallace und 6,04 km nördlich des Kap Garry die südliche Begrenzung der Einfahrt zur Malina Cove.
Die bulgarische Kommission für Antarktische Geographische Namen benannte sie 2013 nach der Ortschaft Ugorelez im Norden Bulgariens.